# Siblingen
Siblingen est une commune suisse du canton de Schaffhouse.

## Géographie

Vue aérienne de 300 m par Walter Mittelholzer (1923).

Selon l'Office fédéral de la statistique, Siblingen mesure 9,41 km2.

## Démographie
Selon l'Office fédéral de la statistique, Siblingen possède 748 habitants en 2008. Sa densité de population atteint 79 hab./km2.
Le graphique suivant résume l'évolution de la population de Siblingen entre 1850 et 2008 :